# Balder

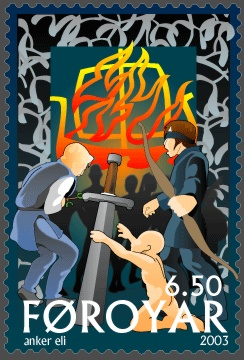
A morte de balder representada num selo feroês de 2003.

Balder ou Baldur (em nórdico antigo: Balðr), também citado como Baeldaeg (n. 243) em algumas fontes históricas, é uma divindade da mitologia nórdica. É relacionado com a justiça e a sabedoria, e todos os deuses o louvam pela sua beleza. Segundo algumas fontes, este deus seria filho de Odin e Frigga, segundo outras seria apenas um "protegido" destes. Era, em qualquer dos casos, uma divindade da justiça e da sabedoria, e embora não pertencesse ao núcleo de deuses superiores, Aesir, era-lhe permitida a permanência em Asgard.
Balder é marido da bela Nana, uma deusa benevolente e bela, que se atirou em sua pira funerária para habitar em Hel com seu marido. São pais de Forseti, uma divindade da justiça, que alguns dizem presidir as Things (assembleias dos homens livres).

## A morte de Balder

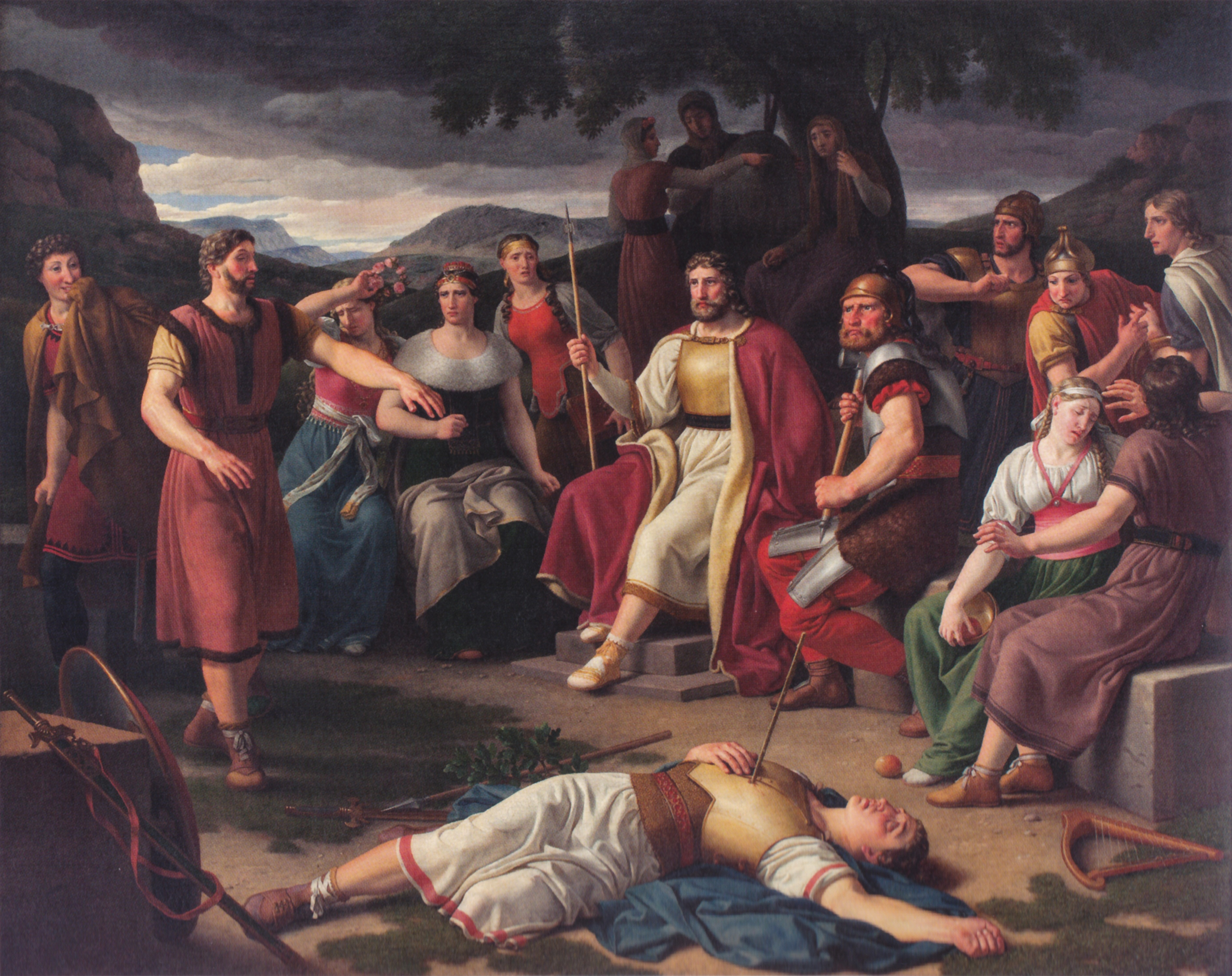
A morte de Balder, de Eckersberg (1783-1853).

Balder disseminou a boa vontade e a paz em todos os lugares que visitou, o que fez dele um dos deuses mais amados. Sua popularidade e bondade inata atraíram a ira de Loki.
Um dia, Balder passou a ser atormentado por estranhos pesadelos, um sinal de sua morte iminente, e isso acabou perturbando todos os deuses. Depois de muito investigar, Odin descobre das völva (sereias feiticeiras do submundo) o destino de Balder e toma algumas precauções para evitá-lo, enviando Frigga com a missão de obter um juramento de todos os seres vivos e não vivos de que jamais fariam mal a Balder. Porém, Loki se disfarça de mulher e tem uma conversa com Frigga, descobrindo que todos os seres, à exceção de uma pequena planta, o visco, prestaram juramento, pois Frigga a julgara pequena e inofensiva por esta ser ainda muito jovem.
Aconteceu então uma festa, na qual todos os deuses se divertiam atirando toda sorte de coisas em Balder, que sempre se esquivava. Havia um comensal, porém, que não participava da brincadeira, Hoder (ou Hod), o irmão cego de Balder. Loki, disfarçado, pergunta a Hod por que ele também não participa da festa, e este responde que não sabia em que direção atirar. Hoder então aceita a sugestão de Loki, Hod atira uma flecha feita de um ramo de visco, atingindo Balder no coração, que cai morto.
Frigga pede para Hermodr ir ao submundo trazê-lo de volta. Hela concorda, com a condição de que todos os seres vivos derramassem uma lágrima por Balder. Mas a tentativa é novamente frustrada por Loki, que disse que não o faria. Dessa forma, Balder não pôde ser ressuscitado.
Não obstante, esperava-se que Balder retornasse após uma grande catástrofe mundial (o Ragnarok) e governasse um mundo novo. A semelhança dessas expectativas pode ter ajudado na difusão inicial do cristianismo entre os nórdicos. 

## Balder, O Bravo
Baseado no deus nórdico, a Marvel criou o personagem Balder, O Bravo, que aparece pela primeira vez na 85° edição da série em quadrinhos Journey Into Mystery, em 1962. Nos quadrinhos, Balder, O Bravo, é um grande amigo de Thor e, assim como na mitologia, é o catalisador cuja morte desencadeará o início do Ragnarök. Para prevenir que isso aconteça, Odin lança vários feitiços que o tornam invulnerável (pelo menos dentro dos limites de Asgard). Apesar de ser morto por Hodr, Balder acaba sendo trazido novamente à vida com a ajuda de Thor, sendo que passa a recusar a antiga vida de guerreiro após presenciar a situação das almas que habitavam o submundo. Há nos quadrinhos também uma relação entre Balder e Karnilla, que é apaixonada pelo deus, apesar de este desprezá-la. Além das habilidades normalmente possuídas por todos os asgardianos (vida extremamente longa e imunidade a doenças), Balder pode irradiar enorme quantidade de luz e calor, e devido aos feitiços de Odin é imune a qualquer arma enquanto estiver em Asgard.